# Czarnaziomauka (stacja kolejowa)
Czarnaziomauka (biał. Чарназёмаўка; ros. Чернозёмовка) – stacja kolejowa w miejscowości Czarnaziomauka, w rejonie mohylewskim, w obwodzie mohylewskim, na Białorusi. Leży na linii Orsza - Mohylew - Żłobin.
Przed II wojną światową istniał w tym miejscu przystanek kolejowy.